# Barraques de cala Canyers
Les Barraques de cala Canyers són dues antigues barraques de pescadors situades a la cala Canyers, al municipi de Palamós (Baix Empordà), incloses a l'Inventari del Patrimoni Arquitectònic de Catalunya.

## Descripció
Es tracta de dues edificacions, una més nova que l'altra, encarades al mar. Els estatges rectangulars s'encasten al desnivell del terreny. Les façanes tenen una gran obertura amb porta de fusta i dues finestres de ventilació al capdamunt. Les parets són de pedra arrebossada i la coberta és feta de volta de canó rebaixada. A l'esquerra hi ha una xemeneia. Davant la barraca hi ha una rampa per pujar-hi la barca. Separades pocs metres, mesuren 3,62 x 6,6 i 4,05 x 5,95 metres, respectivament. Estan aixecades damunt un basament afermat al terreny amb pedres i morter.

## Història
La construcció data de finals del segle xix i la seva funció és la de guardar la barca i els atuells de pesca, alhora que, ocasionalment, feia d'habitatge. Els tapers de Palamós demanaren permís a Esteve Homs, propietari dels terrenys, per construir-hi una barraca per anar-hi els diumenges en colla a pescar.